# Igreja Presbiteriana e Reformada na Itália
A Igreja Presbiteriana e Reformada na Itália (em italiano Chiesa Presbiteriana e Riformata in Italia) - IPRI - é uma denominação presbiteriana e reformada na Itália, constituida em 2022, pela união das missões da Igreja Presbiteriana na América e Igrejas Reformadas Unidas na América do Norte no país.

## História

### Igreja Reformada Filadélfia
O Presbiterianismo se estabeleceu na Itália a partir da Igreja da Escócia, que fundou congregações no país no Século XX. Todavia, suas congregações realizam os cultos em inglês, o que torna sua adesão predominantemente formada por imigrantes escoceses na Itália.
Em 2001, Andrea Ferrari, até então batista reformado e pastor da Igreja Evangélica Cristã “Sola Grazia” de Caltanissetta, foi contatado por um grupo de cristão da Milão e Nápoles que aderiram à Teologia Reformada e deseja iniciar a plantação de uma nova igreja em Nova Milanese. Em dezembro de 2001 foi realizado o primeiro culto da nova congregação.
Em julho de 2002, o pastor Ferrari mudou-se para a Lombardia para servir o grupo de fiéis da Nova Milanese, e em dezembro de 2003 foi formalmente estabelecida a Igreja Batista Reformada da Filadélfia.
Em 2009, o pastor Ferrari passou a discordar do congregacionalismo e do credobatismo, adotando a teologia pedobatista e presbiteriana. Posteriormente, toda a congregação adotou a mesma doutrina. Desde então, a congregação se conectou às Igrejas Reformadas Unidas na América do Norte e passou a se chamar Igreja Reformada da Filadélfia.

### Igreja Reformada de Perugia
Em 2014, um grupo de cristãos em Perugia também aderiu à Teologia Reformada e entrou em contato com o pastor Andrea Ferrari. Em 2016, foi realizada uma conferência em Perugia e alguns habitantes foram recebidos como membros da Igreja Reformada Filadéfia. Esses membros formaram uma congregação, que passou a ser visitada trimestralmente pelo pastor Andrea Ferrari.
Em 2018, o Rev. Michael Brown assumiu o pastoreio da Igreja Reformada Filadélfia, permitindo ao pastor Andrea Ferrari pastorear a congregação de Perugia, que também passou a ser supervisionada pelas Igrejas Reformadas Unidas na América do Norte.

### Missão daIgreja Presbiteriana na América
Em 2008, a  Igreja Presbiteriana do Calvário,  de Greenville, filiada à Igreja Presbiteriana na América (IPA) iniciou a plantação de uma igreja em Viterbo, sob a liderança do pastor Michael Cuneo. Anos depois, o missionário se mudou para próximo do Lago Trasimeno, onde a igreja passou a se chamar Igreja Reformada de Trasimeno.
Depois de 2019, uma segunda igreja foi fundada em Lecce, denominada Igreja Presbiteriana Pedra Viva.

### União das igrejas
Em 2022, a Igreja Reformada Filadélfia (Nova Milanese), Igreja Reformada de Perugia, Igreja Presbiteriana Pedra Viva (Lecce) e Igreja Reformada de Trasimeno se uniram para formar a Igreja Presbiteriana e Reformada na Itália.
Em 2024, conforme relatório da Agência Presbiteriana de Missões Transculturais, a Igreja Reformada Filadéfia tinha 50 membros e 2 presbíteros.

## Doutrina
Como é uma denominação fundada a partir de missões da Igreja Presbiteriana na América e Igrejas Reformadas Unidas na América do Norte, a IPRI é uma denominação conservadora. Subscreve oficialmente o Credo dos Apóstolos, Credo Niceno-Constantinopolitano, Credo de Atanásio, Declaração de Calcedônia, a Confissão de Fé de Westminster, o Catecismo Maior de Westminster, o Breve Catecismo de Westminster, a Confissão de Fé Belga, Catecismo de Heidelberg, Cânones de Dort e não ordenação de mulheres.

## Relações intereclesiásticas
As igrejas membro da Igreja Presbiteriana e Reformada na Itália tem relação com a Igreja Livre da Escócia. e com a Igreja Presbiteriana na Itália, formada a partir de missão da Agência Presbiteriana de Missões Transculturais, da Igreja Presbiteriana do Brasil.